# Élections législatives togolaises de 1955
Les élections législatives togolaises de 1955 se déroulent le 12 juin 1955 afin de pourvoir les 30 membres de l'Assemblée territoriale du Togo français, alors territoire associé de l'Union française couvrant le territoire de l'actuel Togo. Pour la dernière fois, les législatives ont lieu au sein d'un collège électoral restreint. Le scrutin est boycotté par le Comité de l'unité togolaise, alors principal opposant à la tutelle française, qui était arrivé en deuxième place aux précédentes élections

## Résultats
|                           |                                                   |         |       |        |               |  |  |  |  |  |  |  |  |  |
| Parti                     | Parti                                             | Votes   | %     | Sièges | +/–           |  |  |  |  |  |  |  |  |  |
|                           | Union des Chefs et des Populations du Nord (UCPN) | 79 876  | 53,80 | 15     | en stagnation |  |  |  |  |  |  |  |  |  |
|                           | Parti togolais du progrès (PTP)                   | 66 500  | 44,79 | 15     | 9             |  |  |  |  |  |  |  |  |  |
|                           | Mouvement populaire togolais (MPT)                | 2089    | 1,41  | 0      | Nv            |  |  |  |  |  |  |  |  |  |
|                           |                                                   |         |       |        |               |  |  |  |  |  |  |  |  |  |
| Votes valides             | Votes valides                                     | 148 465 | 94,81 |        |               |  |  |  |  |  |  |  |  |  |
| Votes blancs et invalides | Votes blancs et invalides                         | 8 125   | 5,19  |        |               |  |  |  |  |  |  |  |  |  |
| Total                     | Total                                             | 156 590 | 100   | 30     | en stagnation |  |  |  |  |  |  |  |  |  |
| Abstention                | Abstention                                        | 33 463  | 17,61 |        |               |  |  |  |  |  |  |  |  |  |
| Inscrits/Participation    | Inscrits/Participation                            | 190 053 | 82,39 |        |               |  |  |  |  |  |  |  |  |  |